# Nicolás D'Agostino
Nicolas D'Agostino (né le 24 novembre 1982) est un acteur d'origine argentine. Il a joué dans la série De tout mon cœur (en Argentine Patito Feo) en interprétant le personnage d'Edward Barcaroli.

## Filmographie
- Sos mi vida
- De tout mon cœur (2007-2008)
- Sueña conmigo